# Високе (Ізюмський район)
Високе (до 2016 — Жовтне́ве) — село в Україні, у Барвінківській міській громаді Ізюмського району Харківської області. Населення становить 178 осіб. До 2020 орган місцевого самоврядування — Іванівська сільська рада.

## Географія
Село Високе знаходиться за 4 км від села Іванівка. За 3 км протікає річка Сухий Торець, поруч знаходиться балка Соснова.

## Історія
12 червня 2020 року, відповідно до Розпорядження Кабінету Міністрів України  № 725-р «Про визначення адміністративних центрів та затвердження територій територіальних громад Харківської області», увійшло до складу Барвінківської міської територіальної громади.
19 липня 2020 року, в результаті адміністративно-територіальної реформи та ліквідації Барвінківського району, село увійшло до складу Ізюмського району.